# Thjálfi
Thjálfi (en vieux norrois : Þjálfi, et en vieux gotique : Þjelvar ou Thjelvar), également connu sous le nom de Thialfi, est un personnage de la mythologie nordique (et germanique).
Il a pour sœur Roskva et est le père de Hafþi (pt).

## Étymologie
Son nom signifie « travailler » ou « creuser ».

## Biographie

### Dans l'Edda
Fils de paysan, il est connu comme le plus rapide des hommes à la course.
Thor, un jour parti avec ses boucs en compagnie de Loki, arrive chez un paysan qui lui offre un gîte pour la nuit. Il tue ses boucs, les fait cuire et invite la famille du paysan à manger avec lui. Il leur demande ensuite de jeter les os restants sur les peaux de bouc.
Thialfi en brise un pour atteindre la moelle à l'aide d'un couteau. Le lendemain matin, Thor prend son marteau Mjöllnir et bénit les restes des deux boucs, qui se reconstituent et se remettent debout. Or, un des deux boucs boite d'une patte.
Thor se raidit sur son marteau dans le désir d'en découdre avec cette famille irrespectueuse. Des cris ne se font pas attendre et tous les membres de la famille demandent grâce à Thor et lui proposent de le dédommager. Thor parvient alors à se calmer, et prend les deux enfants (Thialfi et Roskva) en tant que serviteurs.
Par la suite, Thialfi se mesure à Hugi à la course et se fait battre, à cause d'illusions visuelles (Hugi n'étant autre que l'esprit d'Útgarða-Loki).
Il affronte ensuite Mokkurkalfi et le tue.

### Dans la Gutasaga
Dans la Gutasaga, Þjelvar arrive sur une île magique qui coule chaque nuit et remonte à la surface pendant la journée. Il allume alors un feu sur l'île qui s'arrête de couler. Le fils de Þjelvar, Hafþi, épouse Hvítastjerna (ou Vítastjerna), dont les descendants sont les ancêtres des Geats (Goths de Scandinavie en premier lieu puis de tous les Goths par extension).

## Famille

### Mariage et enfants
De son union avec une femme inconnue, il eut :
- Hafþi (pt).

### Sources
- Edda de Snorri (récits de mythologie nordique) par Snorri Sturluson.
- Gutasaga.